# ダイハツ・ムーヴラテ
ムーヴ ラテ（MOVE LATTE）は、かつてダイハツ工業が生産していた、ムーヴシリーズの軽トールワゴンである。

## 概要
2004年（平成16年）8月、ダイハツの主力車種である3代目ムーヴの派生モデルとしてデビュー。女性を主なターゲットにしていた。4代目ムーヴやその派生モデルであるムーヴコンテの発売後も販売されていたが、2009年4月をもって販売を終了した。その後2016年9月に同車両と同じく女性をメインターゲットにした「ムーヴキャンバス」が発売された。

## 年表
- 2004年（平成16年）
  - 8月23日 - 3代目ムーヴの派生車として発売[1]。若い女性を意識し、ベースとなった3代目ムーヴに対し、丸と曲面を基調とした外観に、内装は女性的な肌触りの素材が使われている。また、3代目ムーヴとはシャーシを共有せず、専用シャーシが与えられていること、車体が丸くなっているため車体剛性が向上していることから、乗り心地や走りや質感がムーヴよりも向上している。また、リヤウィング、フォグランプを標準装備したX-LIMITEDもある。
  - 12月 - ディスチャージヘッドライト、MOMOステアリング付の「RS Limited」を追加発売[2]。
- 2005年（平成17年）6月2日 - エアロパーツ付きの「COOL」、「COOL TURBO」追加[3]。なお、「COOL TURBO」追加に伴い、最上級グレード「RS Limited」を廃止。
- 2006年（平成18年）1月10日 - 特別仕様車「MOYU（モユ）」を発売[4]。「X」をベースとし、専用シート表皮&生地織込み成型ドアトリム、マット調インパネクラスター、アロマヒーリング（ディフューザー+アロマオイル2種類）、運転席シートリフターを装備した。
- 2007年（平成19年）6月4日 - キーフリーシステム（イモビライザー機能付）&電子カードキー、オートエアコン、デオドラントシートなどを装備した「VS」、並びにVSにエアロパーツ・フロントメッキグリル・アルミホイールなどを装備したスポーティ仕様の「COOL VS」を追加[5]。併せて仕様変更を行い、リアシートの形状を変更・スライド量を増加。グレード体系を整理し、「X」・「X Limited」・「COOL」を廃止した。
- 2008年（平成20年）12月[6] - オーダーストップ、ならびに生産終了。以後、在庫のみの対応となる。ミラジーノも同時に生産終了となった[7]。生産台数は15万2128台[8]。
- 2009年（平成21年）4月[9] - ミラジーノと共に販売終了[10]。

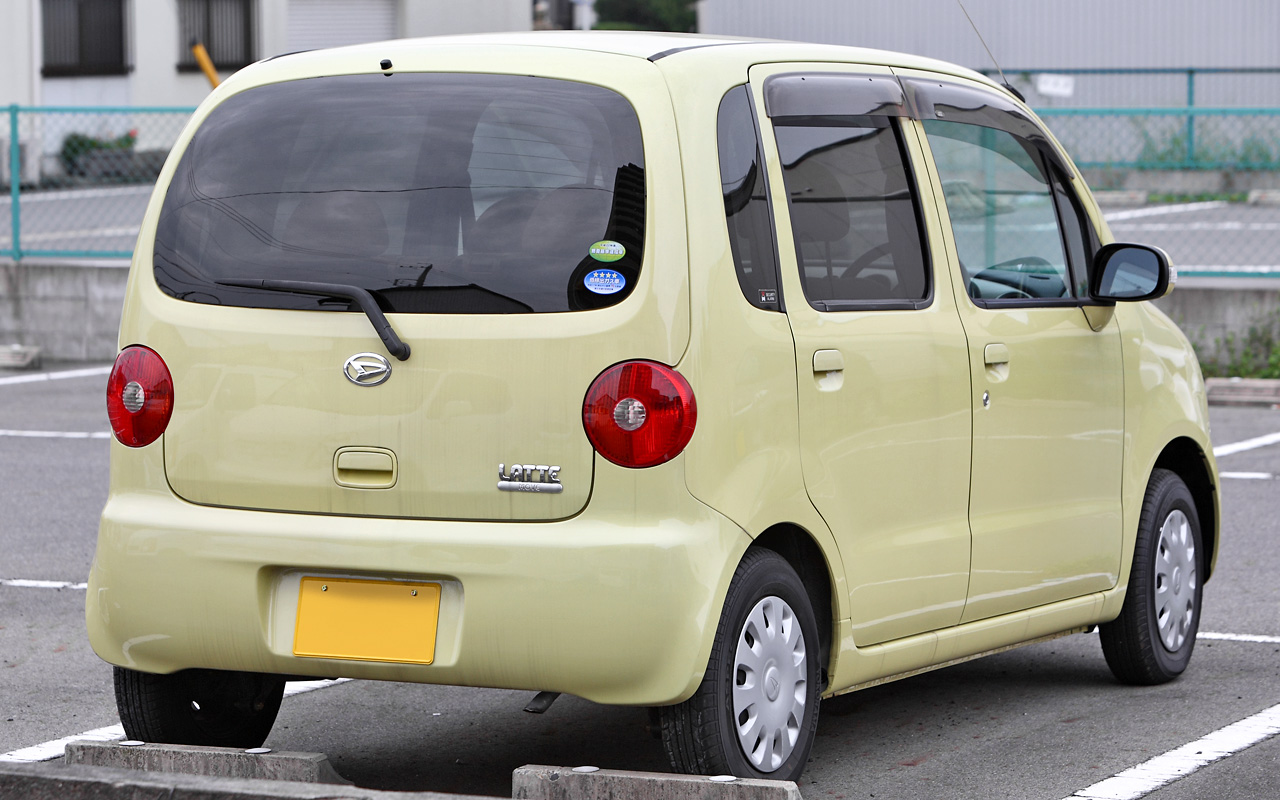
リア（標準車）
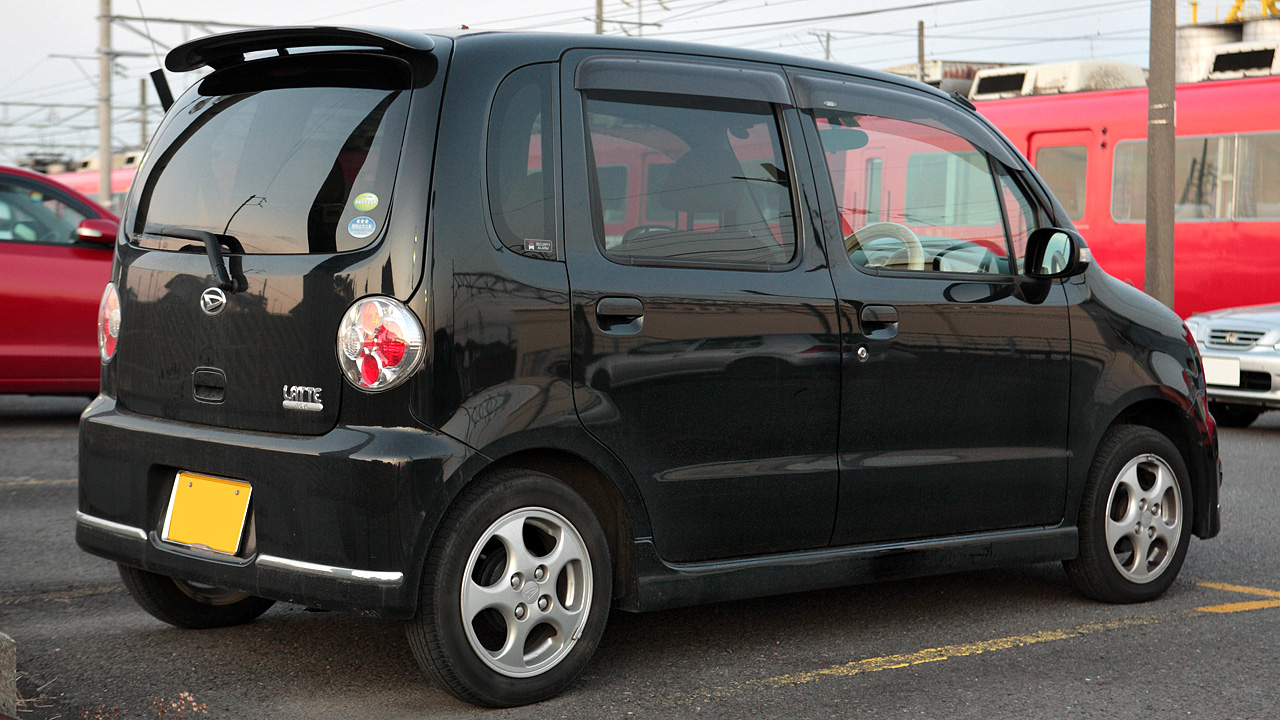
リア（COOL）

## 車名の由来
カフェラテの略。latteはイタリア語で「ミルク」（乳）を意味する。